# Outhai Dhammiko

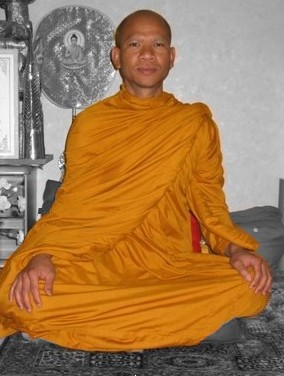
Ajahn Outhai Dhammiko

Ajahn Outhai Dhammiko (* 10. April 1962 in Sukuma, Provinz Champasak, Laos) ist der Abt des theravada-buddhistischen Klosters Wat Sibounheuang, gelegen in Altlußheim bei Heidelberg.
Im Jahr 1977 entschied sich der 15-jährige Outhai für ein Leben als buddhistischer Mönch und zog ins Wat Sukuma. Dort studierte er als Neen (buddhistischer Novize) die Lehre des Buddha bis zum Jahre 1983. 1983 ging Ajahn Outhai Dhammiko als Phra (ordinierter buddhistischer Mönch) ins Wat Luang-Pakse, wo er für ein Jahr blieb. 1984 führte ihn seine buddhistische Ausbildung ins Wat Xiangyuen in der laotischen Hauptstadt Vientiane. 1987 wurde Outhai Dhammiko zum Ajahn (buddhistischer Lehrmeister) geweiht, was ihn befähigt, selbst buddhistische Mönche auszubilden.
Am 11. Mai 1997 folgte Ajahn Outhai Dhammiko dem Wunsch der in Deutschland lebenden laotischen Gemeinde nach geistigem Beistand und kam nach Deutschland. Hier lebt und lehrt er nun seit 1997, zuerst in Ludwigshafen am Rhein, anschließend in Reilingen bei Heidelberg und seit 2004 im neu erbauten Wat Sibounheuang in Altlußheim. Ajahn Outhai Dhammiko gehört der Sangha der Theravada-Waldmönche an.
Mittlerweile ist das Kloster Wat Sibounheuang ein Ort freundschaftlicher Begegnungen vieler verschiedener Kulturen. Ajahn Outhai sieht seine Hauptaufgaben darin, Menschen mit spirituellem Rat, Unterweisung in der buddhistischen Lehre und Einführungen in die Vipassana-Meditation zu unterstützen.